# Vu-Meter

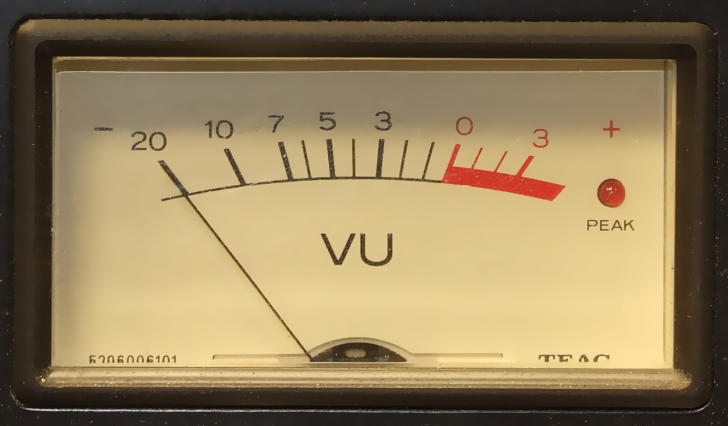
Analoges VU-Meter in Standardausführung, mit zusätzlicher LED-Spitzenwertanzeige (re.)

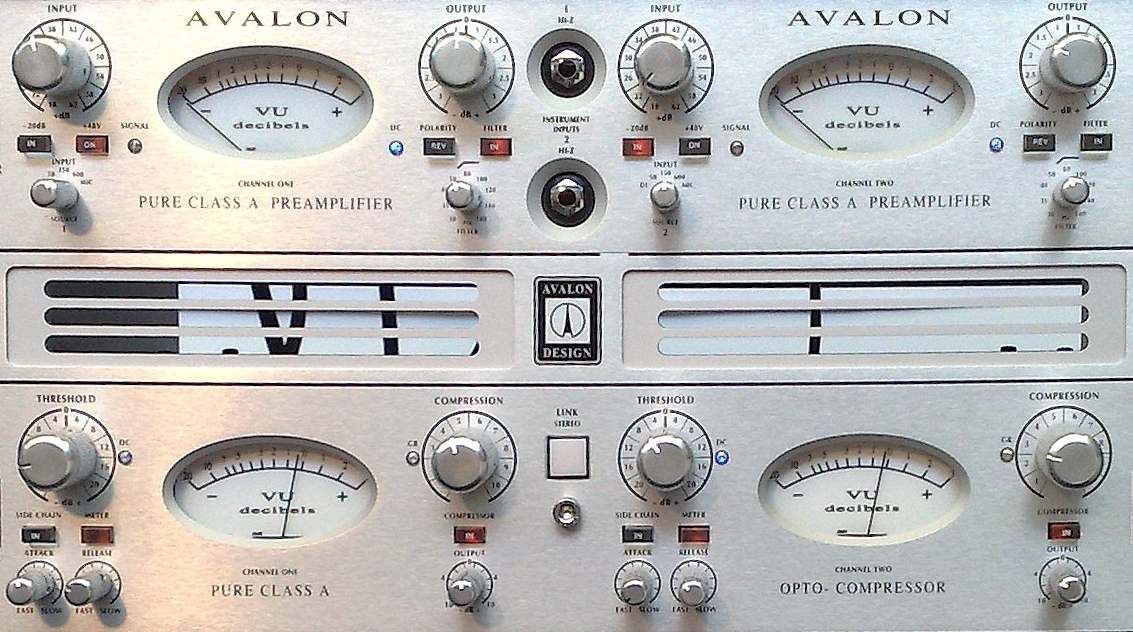
Professionelles Audio-Equipment mit VU-Metern im Retro-Stil

Ein vu-Meter (vu steht dabei für englisch volume units, also in etwa „Lautstärkeneinheiten“) ist ein Aussteuerungsmesser, also ein Messinstrument zur Beurteilung der Aussteuerung in der Tontechnik. Genormt nach DIN IEC 60268-17 zeigt es den Gleichrichtwert an und trägt die Bezeichnung Standard Volume Indicator (SVI).
Neben vu-Meter wird das Gerät auch VU-Meter oder volume indicator (VI) genannt. In der professionellen Tontechnik, etwa in Tonstudios, werden vu-Meter bis heute eingesetzt. In den 1970er und 1980er Jahren war mangels technischer Alternativen praktisch jedes höherwertige HiFi-Kassettendeck und damit fast jede Stereoanlage damit ausgestattet, bis sie von LED-Aussteuerungsanzeigen abgelöst wurden. Mit der Digitalisierung der Audiotechnik verschwanden sie aus dem Privatbereich.

## Geschichte
Das vu-Meter wurde ursprünglich von den Bell Telephone Laboratories entwickelt, um bei der Telefonübertragung über Kabel die Leistungsanpassung durch ein einfach abzulesendes Messinstrument zu erleichtern. 1961 wurden in der Norm ANSI C16.5-1961 (von Bell Telephone Laboratories, Columbia Broadcasting Systems (CBS), National Broadcasting Company (NBC) erarbeitet) die Spezifikationen festgehalten. Dabei ist vu „ein quantitativer Ausdruck der Signalgröße in einer elektrischen Schaltung“ (DIN IEC 60268 Teil 17).

## Heutige Verwendung

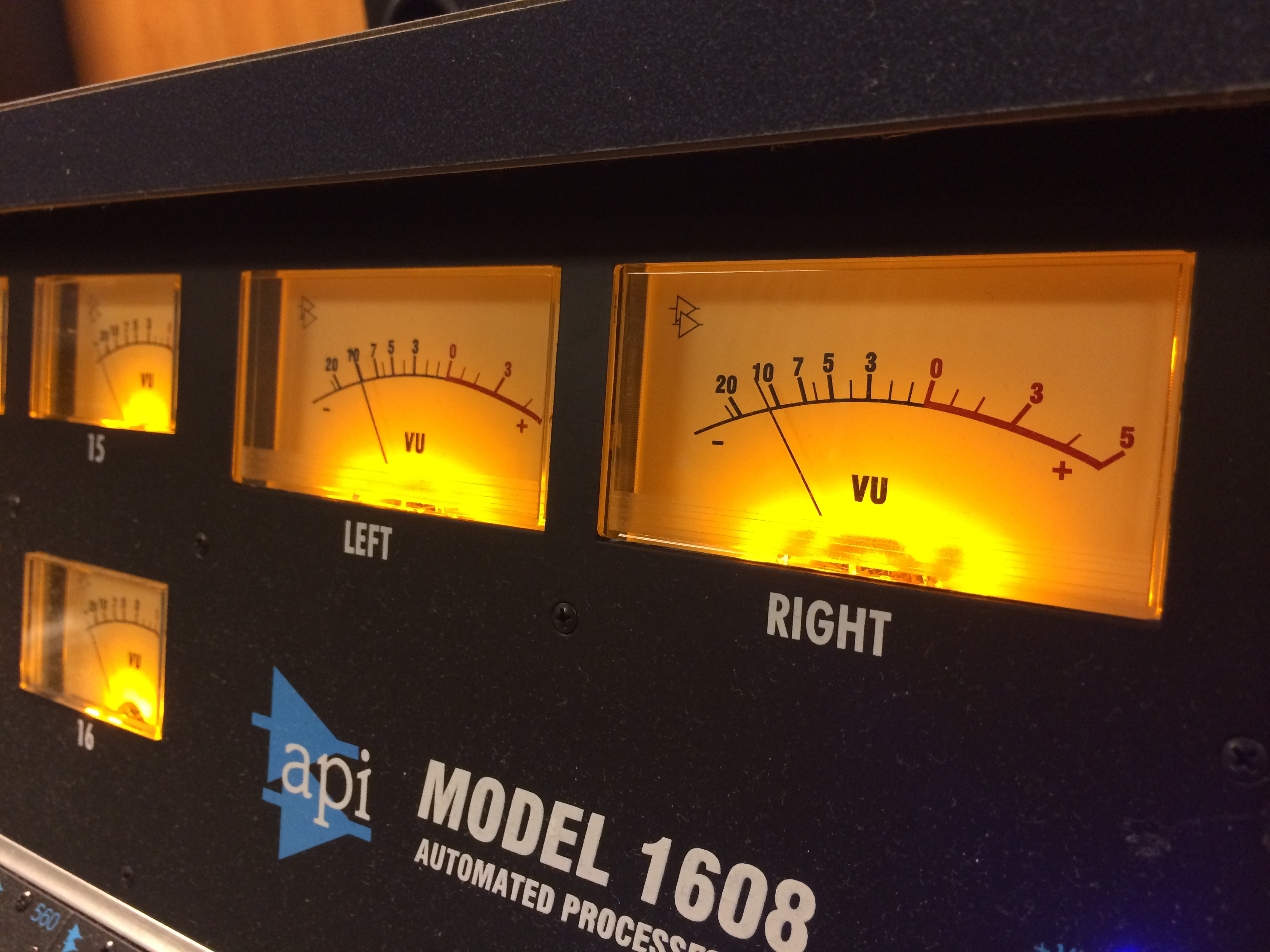
vu-Meter an einem professionellen Mischpult für Tonstudios, etwa 2010

Heutige Aussteuerungsanzeigen werden meist mit LEDs oder VFD gebaut und arbeiten wie eine Balkenanzeige mit einer Spitzenwert-Kennzeichnung. Dabei zeigt der Balken (bargraph) den momentanen Pegel, während bei sogenannter Spitzenwertanzeige eine einzelne LED den Spitzenwert speichert und danach nur langsam wieder zurückgeht. Auf diese Weise werden zwei Informationen gegeben: der aktuelle, musikabhängig schwankende Pegel und die vor wenigen Sekunden aufgetretene Pegelspitze. Sie werden vor allem in der professionellen Audiotechnik verwendet, etwa in Tonstudios. Sie können auch als Software auf dem Bildschirm des Steuercomputers laufen.
Während durch die bei HiFi-Kassettendecks nötige Aussteuerung des Aufnahmepegels Geräte mit vu-Meter bis in die 2000er Jahre auch im Privatbereich weit verbreitet waren, sind sie aufgrund der heute üblichen digitalen Speicherung nur noch selten im Amateurbereich anzutreffen.

## Aufbau
Bei dem vu-Meter handelt es sich historisch um ein Drehspulmesswerk mit einem vorgeschalteten Vollweggleichrichter und weitgehend linearer Anzeige. Die Hauptskala zeigt die logarithmische Größe vu von −20 vu bis +3 vu. Zusätzlich sind meist auch Prozentwerte angegeben. 0 vu entspricht 100 %.
Das vu-Meter misst dabei den Gleichrichtwert, meist mit einer leichten Tendenz zum Effektivwert. Eine Änderung von einem vu entspricht einer Änderung von einem dB.
Heutige vu-Meter werden meist mit einem speziellen Bargraph-IC (mit internen Komparatoren) zur Auswertung des Audiosignals und Ansteuerung der LEDs realisiert. Mittlerweile wird sogar oft ein kleiner Mikrocontroller verwendet, und manche dieser Versionen sind auch programmierbar. (Empfindlichkeit, Hold-Funktion usw.)

## Charakteristik

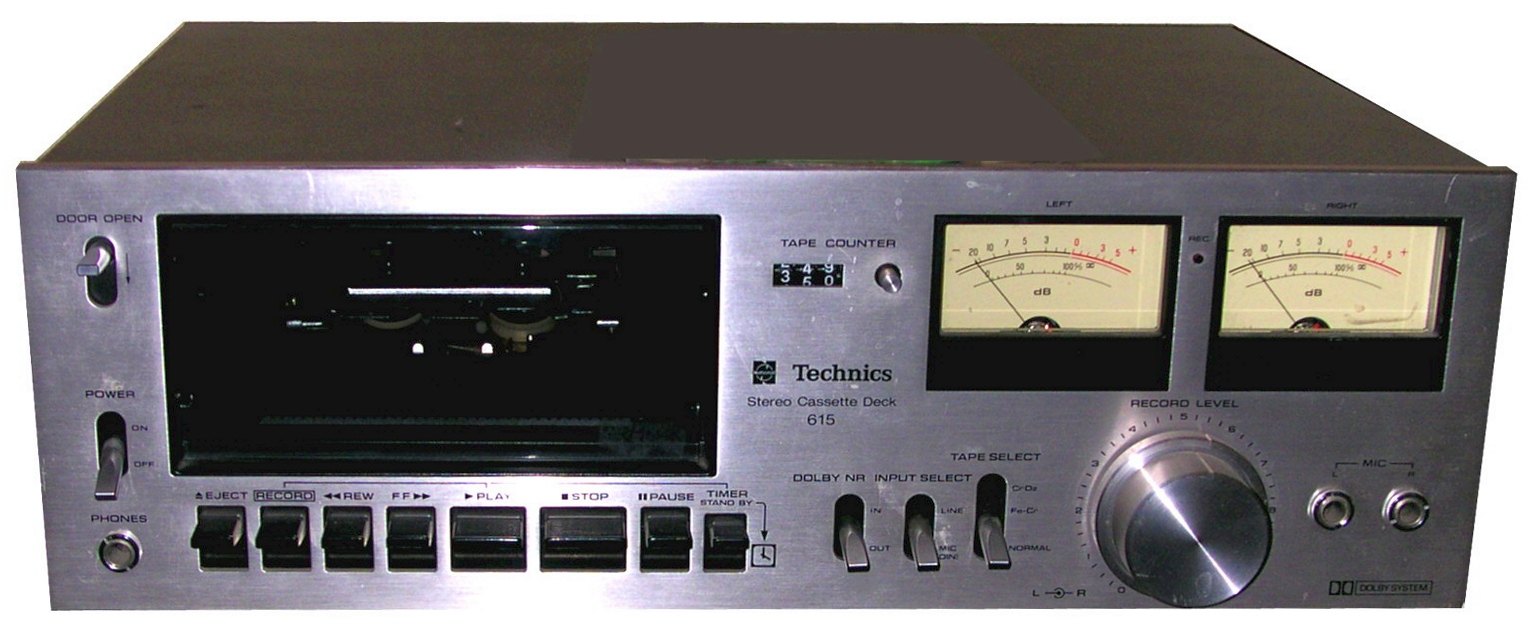
HiFi-Kassettendeck von Technics mit vu-Metern (1977)

Die Einschwingzeit (Integrationszeit), die das vu-Meter benötigt, um bei einem 1-kHz-Sinusdauersignal von 0 vu 99 % der Bezugsanzeige 0 vu zu erreichen, muss 300 ms ±10 % betragen. Das Überschwingen des Zeigers muss hier zwischen 1 % und 1,5 % liegen. Die Rücklaufzeit nach Abschalten des Testsignals soll der Einschwingzeit gleichen. Durch diese Ballistik wird eine Anzeigecharakteristik erzeugt, die dem Hörempfinden des menschlichen Ohrs grob angenähert ist.
Nach Norm muss zwischen 35 Hz und 16 kHz die Abweichung bei gleich bleibender Spannung des Sinussignals im Vergleich zur Bezugsanzeige (ein Sinussignal von 1 kHz) kleiner als 0,5 vu sein.

## Einschränkungen

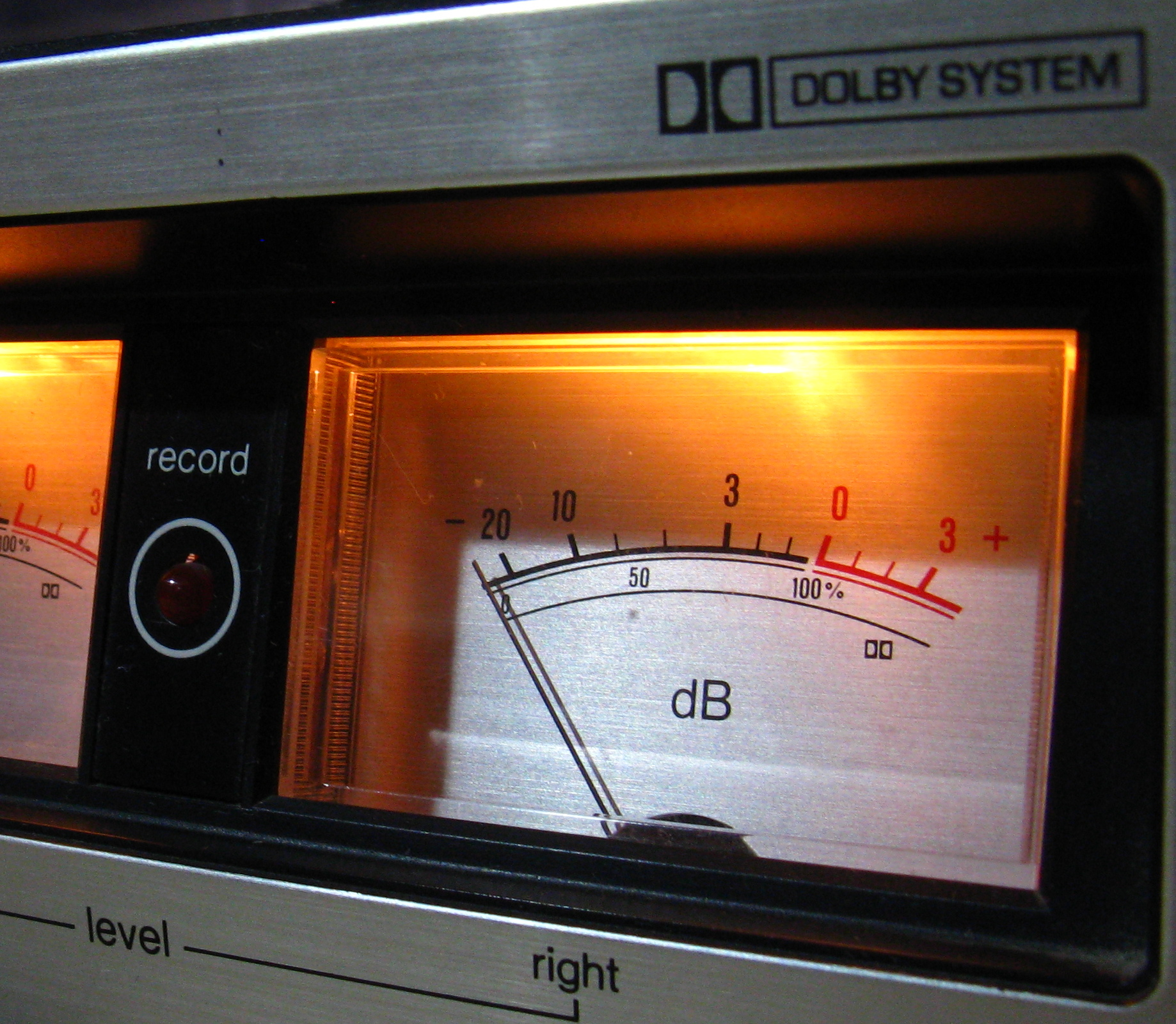
Kassettendeck von 1977 mit Dolby B. Auf dem vu-Meter ist bei etwa +3 dB das Dolby-Symbol aufgedruckt, das den Dolby-Pegel markiert.

Das vu-Meter hat eine hohe Trägheit und reagiert nicht auf kurzzeitige Spitzenwerte. Diese Art der Anzeige konnte sich daher in Europa nicht etablieren. Aus technischer Sicht wird als unzureichend angesehen, dass kurze Pegelspitzen nicht erkannt und angezeigt werden und die Gefahr besteht, dass das Signal mit Verzerrungen aufgezeichnet wird. Um trotzdem vor solchen Übersteuerungen gewarnt zu werden, gibt man dem Messgerät einen so genannten Vorlauf; englisch lead. Diese Einstellungen sind Erfahrungswerte oder ergeben sich aus messtechnischen Gegebenheiten. Der Vorlauf ist häufig an den DOLBY-Pegel gebunden oder auch für jede Bandsorte unterschiedlich. Oft werden 6 dB genannt, bis 12 dB können möglich sein. Der Tontechniker muss beachten, dass ein vu-Meter Dauertonsignale mit entsprechend höherem Pegel anzeigt. Das ist bei Kalibrierungsarbeiten zu beachten. Bei „Vollaussteuerung“ mit Sinus schlägt der Zeiger oben an.
In Europa haben sich in der professionellen Tontechnik Geräte durchgesetzt, die deutlich schneller auf dynamische Signale reagieren. Es handelt sich um Aussteuerungsmesser wie zum Beispiel das Peak-Programme-Meter (PPM/Quasi-Spitzenpegelmesser) und das SPPM, die zeitlich (Integrationszeit) und formmäßig (Formfaktor) den (Quasi-)Spitzenwert anzeigen. Für die digitale Tontechnik gibt es „echte Spitzenwertanzeigen“, siehe dBFS.